# 후지타 소이치 (1972년)
후지타 소이치(일본어: 藤田 宗一, 1972년 10월 17일 ~ )는 일본의 프로 야구 선수이다.

## 인물

### 지바 롯데 시절
교토부 출신으로 1997년 드래프트에서 지바 롯데 마린스로부터 3순위 지명을 받고 입단, 주로 던지는 구질은 직구와 슬라이더이다. 이듬해인 1998년 4월 4일 긴테쓰 버펄로스전에서 8회에 데뷔 후 처음으로 등판했고, 4월 11일 세이부 라이온스전에서 첫 세이브를 달성, 5월 4일에는 역시 세이부 전에서 첫 승리를 기록했다. 1999년에는 65경기에 등판하면서 퍼시픽 리그 최다 경기 등판 기록을 세웠고, 2000년에는 70경기를 등판하여 2년 연속 최다 경기 등판 기록을 세운 것과 동시에 데뷔 후 처음으로 최다 홀드의 타이틀을 획득했다.
그러나 2003년에는 28경기에 등판에만 그치면서 6년 연속 50경기 이상 등판 기록을 놓쳤지만, 이듬해인 2004년에는 4년 만에 승리를 거두는 등 62경기에 등판했다. 2005년, 팀은 31년 만의 퍼시픽 리그 우승에 기여했고, 2006년에는 월드 베이스볼 클래식 일본 대표팀 선수로 출전, 2007년 5월 3일 홋카이도 닛폰햄 파이터스전에서 9회에 등판하는 등 역대 79번째인 통산 500경기 등판을 달성했다. 같은 해 10월 27일에는 구단으로부터 방출 통보를 받으면서 코치를 맡아달라는 요청이 있었지만 앞으로 3경기가 남은 일본 기록(하시모토 다케히로가 기록한 526경기)도 있어 현역 생활을 계속하겠다는 의사를 밝히면서 지바 롯데를 퇴단했다. 12개 구단의 합동으로 입단 테스트에 참가하지 않고 타 구단의 오퍼를 기다린 끝에 11월 7일 요미우리 자이언츠가 영입을 표명, 등번호는 37번으로 결정했다.

### 요미우리 시절
2008년 4월 5일 한신 타이거스전에서 중간 계투로 등판, 개인 통산 527경기 연속 구원 등판 일본 기록을 달성했고(2011년, 이와세 히토키에 의해 경신될 때까지 기록을 유지하고 있었음) 이후 39경기에 출전했다. 그러나 이듬해 2009년은 19경기에 등판에만 그쳤고 2010년에는 프로 데뷔 후 처음으로 단 한번도 1군에 등판하는 일도 없이 시즌을 마쳐 10월 29일에는 구단으로부터 방출 통보를 받았다. 그래도 현역 생활을 계속하겠다는 의사를 밝혀 옛 친정팀인 지바 롯데의 입단 테스트를 받아 두 번째의 합동 입단 테스트에 참가했다.

### 소프트뱅크 시절
2011년 1월 24일, 후쿠오카 소프트뱅크 호크스와 육성 선수로서 계약을 맺었고 같은 해 3월 7일부로 지배하 선수로 등록되었다. 10월 22일에 친정팀인 지바 롯데 마린스전에서 통산 600경기 등판 기록을 달성했지만 11월 21일에 구단 측으로부터 다음 시즌의 계약을 맺지 않겠다고 통보해 소프트뱅크를 퇴단했다.

### 군마 다이아몬드 페가수스
2012년 2월 7일, 베이스볼 챌린지 리그 팀인 군마 다이아몬드 페가수스에 입단하면서 선수 겸임 투수 코치로 발탁후

## 그 후
군마 다이아몬드 페가수스 코치를 그만둔 후 2018년 니혼 TV의 야구해설자로 활동하고 있다.

## 출신 학교
- 시마바라주오 고등학교

## 선수 경력
사회인 시대
- 세이노운수 경식 야구부

프로팀 경력
- 지바 롯데 마린스(1998년 ~ 2007년)
- 요미우리 자이언츠(2008년 ~ 2010년)
- 후쿠오카 소프트뱅크 호크스(2011년)

국가 대표 경력
- 월드 베이스볼 클래식 일본 국가대표팀(2006년)

## 지도자 경력
- 군마 다이아몬드 페가수스 코치(2012년 ~ 2015년) ※선수 겸임.

## 수상·타이틀 경력

### 타이틀
- 최우수 중간 계투 투수 : 1회(2000년)

### 수상
- 지바시 시민 영예상(2006년)

## 개인 기록

### 첫 기록
- 첫 등판 : 1998년 4월 4일, 대 긴테쓰 버펄로스 1차전(오사카 돔)
- 첫 세이브 : 1998년 4월 11일, 대 세이부 라이온스 2차전(지바 마린 스타디움)
- 첫 탈삼진 : 1998년 4월 21일, 대 후쿠오카 다이에 호크스 1차전(후쿠오카 돔)
- 첫 승리 : 1998년 5월 4일, 대 세이부 라이온스 6차전(세이부 돔)
- 첫 홀드 : 2005년 3월 30일, 대 오릭스 버펄로스 3차전(오사카 돔)

### 기록 달성 경력
- 통산 500경기 등판 : 2007년 5월 3일, 대 홋카이도 닛폰햄 파이터스 7차전(지바 마린 스타디움) ※역대 79번째.[1]
- 통산 600경기 등판 : 2011년 10월 22일, 대 지바 롯데 마린스 24차전(QVC 마린필드) ※역대 36번째.[2]

### 기타
- 올스타전 출장 : 1회(2001년)

## 등번호
- 12(1998년 ~ 2007년)
- 37(2008년 ~ 2010년)
- 136(2011년 ~ 동년 3월 6일)
- 63(2011년 3월 7일 ~ 같은 해 시즌 종료)

## 연도별 성적
| 연도        | 소속        | 등 판 | 선 발 | 완 투 | 완 봉 | 무 볼 넷 | 승 리 | 패 전 | 세 이 브 | 홀 드 | 승 률 | 타 자 | 투 구 회 | 피 안 타 | 피 홈 런 | 볼 넷 | 고의 사구 | 死 구 | 탈 삼 진 | 폭 투 | 보 크 | 실 점 | 자 책 점 | 평균 자책점 | WHIP |
| ----------- | ----------- | ----- | ----- | ----- | ----- | -------- | ----- | ----- | -------- | ----- | ----- | ----- | -------- | -------- | -------- | ----- | --------- | ----- | -------- | ----- | ----- | ----- | -------- | ----------- | ---- |
| 1998년      | 지바 롯데   | 56    | 0     | 0     | 0     | 0        | 6     | 4     | 7        | --    | .600  | 270   | 66.1     | 62       | 3        | 19    | 2         | 1     | 54       | 4     | 1     | 18    | 16       | 2.17        | 1.22 |
| 1999년      | 지바 롯데   | 65    | 0     | 0     | 0     | 0        | 3     | 1     | 0        | --    | .750  | 249   | 61.1     | 57       | 5        | 13    | 1         | 1     | 57       | 0     | 1     | 23    | 22       | 3.23        | 1.14 |
| 2000년      | 지바 롯데   | 70    | 0     | 0     | 0     | 0        | 2     | 1     | 0        | --    | .667  | 261   | 59.0     | 64       | 9        | 20    | 2         | 1     | 46       | 2     | 0     | 31    | 28       | 4.27        | 1.42 |
| 2001년      | 지바 롯데   | 60    | 0     | 0     | 0     | 0        | 0     | 1     | 0        | --    | .000  | 132   | 30.2     | 36       | 3        | 6     | 2         | 0     | 24       | 0     | 0     | 17    | 16       | 4.70        | 1.37 |
| 2002년      | 지바 롯데   | 50    | 0     | 0     | 0     | 0        | 0     | 2     | 0        | --    | .000  | 98    | 23.1     | 27       | 3        | 3     | 0         | 0     | 16       | 0     | 0     | 11    | 10       | 3.86        | 1.29 |
| 2003년      | 지바 롯데   | 28    | 0     | 0     | 0     | 0        | 0     | 1     | 0        | --    | .000  | 84    | 18.2     | 23       | 3        | 7     | 2         | 2     | 17       | 0     | 0     | 11    | 9        | 4.34        | 1.61 |
| 2004년      | 지바 롯데   | 62    | 0     | 0     | 0     | 0        | 1     | 1     | 0        | --    | .500  | 200   | 44.0     | 52       | 4        | 20    | 3         | 2     | 35       | 1     | 0     | 25    | 22       | 4.50        | 1.64 |
| 2005년      | 지바 롯데   | 45    | 0     | 0     | 0     | 0        | 1     | 4     | 0        | 24    | .200  | 154   | 38.2     | 27       | 2        | 13    | 2         | 1     | 31       | 1     | 0     | 12    | 11       | 2.56        | 1.03 |
| 2006년      | 지바 롯데   | 56    | 0     | 0     | 0     | 0        | 4     | 3     | 0        | 23    | .571  | 169   | 40.2     | 42       | 1        | 7     | 1         | 2     | 35       | 0     | 0     | 19    | 16       | 3.54        | 1.20 |
| 2007년      | 지바 롯데   | 31    | 0     | 0     | 0     | 0        | 1     | 2     | 1        | 10    | .333  | 76    | 15.2     | 28       | 2        | 2     | 0         | 1     | 12       | 1     | 0     | 23    | 22       | 12.64       | 1.91 |
| 2008년      | 요미우리    | 39    | 0     | 0     | 0     | 0        | 0     | 0     | 0        | 13    | ----  | 123   | 29.0     | 30       | 2        | 8     | 0         | 1     | 21       | 0     | 0     | 13    | 10       | 3.10        | 1.31 |
| 2009년      | 요미우리    | 19    | 0     | 0     | 0     | 0        | 1     | 0     | 0        | 2     | 1.000 | 72    | 17.1     | 20       | 1        | 1     | 0         | 0     | 10       | 0     | 0     | 5     | 4        | 2.08        | 1.23 |
| 2011년      | 소프트뱅크  | 19    | 0     | 0     | 0     | 0        | 0     | 1     | 0        | 5     | .000  | 45    | 9.1      | 10       | 1        | 5     | 0         | 3     | 8        | 0     | 0     | 10    | 10       | 9.64        | 1.61 |
| 통산 : 13년 | 통산 : 13년 | 600   | 0     | 0     | 0     | 0        | 19    | 21    | 8        | 77    | .475  | 1933  | 454.0    | 478      | 39       | 124   | 15        | 15    | 366      | 9     | 2     | 218   | 196      | 3.89        | 1.33 |

- 2011년 기준, 굵은 글씨는 시즌 최고 성적.
- 2010년은 1군 출장 없음.